# Каланга
Каланга — село в южной части Карымского района Забайкальского края России в составе городского поселения «Курорт-Дарасунское».

## География
Расположено на расстоянии примерно 9 км от поселка Курорт-Дарасун на юг.

## Климат
Климат резко континентальный с большими перепадами сезонных и суточных температур. Лето теплое и жаркое с низким количеством осадков. Среднегодовая температура (по данным города Чита) −1,4 °C.

## Население
Постоянное население составляло 122 человека в 2002 году (98 % русские), 66 человек в 2010 году.